# ペイマン・セアダット

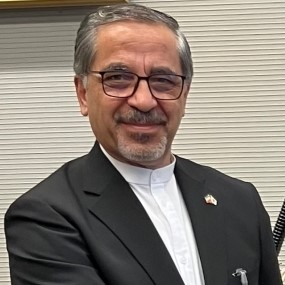
2025年5月撮影

ペイマン・セアダット（ペルシア語: پیمان سعادت Peymân Sa'âdat、英語: Peiman Seadat / Peyman Saadat）は、イランの外交官、大使。外務省環境・持続可能な開発局局長（ペルシア語: مدیرکل محیط زیست و توسعه پایدار、英語: Director General of the Office of Environment and Sustainable Development Affairs）、在ベルギー大使兼在ルクセンブルク大使兼在欧州連合（EU）大使、外務大臣補佐官、外務省欧州局長を経て、2023年より駐日大使を務めている。ペルシア語読みに倣ってペイマーン・サアーダト（ペイマン・サアダト）とも。

## 駐日大使として
2023年3月1日、次期駐日大使に任命されたセアダットを含む10名の各国駐箚次期大使がエブラーヒーム・ライースィー大統領に謁見して、政策指針を与えられた。3月12日、セアダット次期駐日大使はホセイン・アミールアブドッラーヒヤーン外務大臣と会談して、日本とイランの二国間関係に係る様々な議題について協議した。
2023年3月15日、セアダット次期大使は東京に着任。4月27日、農林水産省を訪問して藤木眞也農林水産大臣政務官と会談。6月12日、防衛省を訪問して井野俊郎防衛副大臣と会談。
7月12日、セアダットは皇居で信任状を捧呈し、駐日大使として正式に就任した。7月25日、加藤勝信厚生労働大臣を表敬訪問。9月5日、日本旅行業協会（JATA）を訪問して蝦名邦晴理事長と会談し、日本人観光客のイラン観光振興などについて話し合った。11月28日、イスラム文化交流庁のモハンマドメフディー・イーマーニープール長官の訪日に際して、セアダット大使は東京の大使公邸にイーマーニープール長官や日本の芸術家らを招待し、日本とイランの文化および芸術面での協力について話し合う場を設けた。